# Macrorrhyncha ibis
Macrorrhyncha ibis är en tvåvingeart som beskrevs av Chandler 2006. Macrorrhyncha ibis ingår i släktet Macrorrhyncha och familjen svampmyggor. Inga underarter finns listade i Catalogue of Life.